# Aaronsburg
Aaronsburg ist ein Census-designated place mit 593 Einwohnern (Zensus 2020) im Centre County im US-Bundesstaat Pennsylvania.

## Geschichte
Gegründet wurde Aaronsburg von Aaron Levy im Jahr 1786. Sie wurde als größere Stadt mit ordentlich ausgerichteten Straßen geplant und sollte Kreisstadt werden. Doch Wassermangel verhinderte das Wachstum und so ging die Ernennung zur Kreisstadt an Bellefonte.
1949 ließ ein jüdischer Händler mit gleichem Namen wie der Begründer des Ortes einen historischen Festzug veranstalten, der von mehr als 40.000 Menschen besucht wurde. Zu diesem Ereignis wurde ein Film gedreht und ein Buch verfasst.

## Infrastruktur
Aaronsburg besitzt zwei Kirchen (Salem-lutherischen und reformierte), drei Friedhöfe, eine Bibliothek, ein historisches Museum und eine Töpferei.